# Jacobus Armbrost

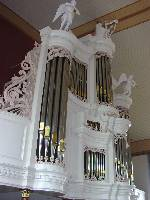
Het kerkorgel van de Dorpskerk (Vaassen)

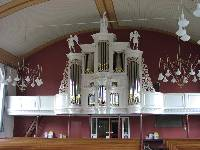
De voorzijde van het kerkorgel van Vaassen

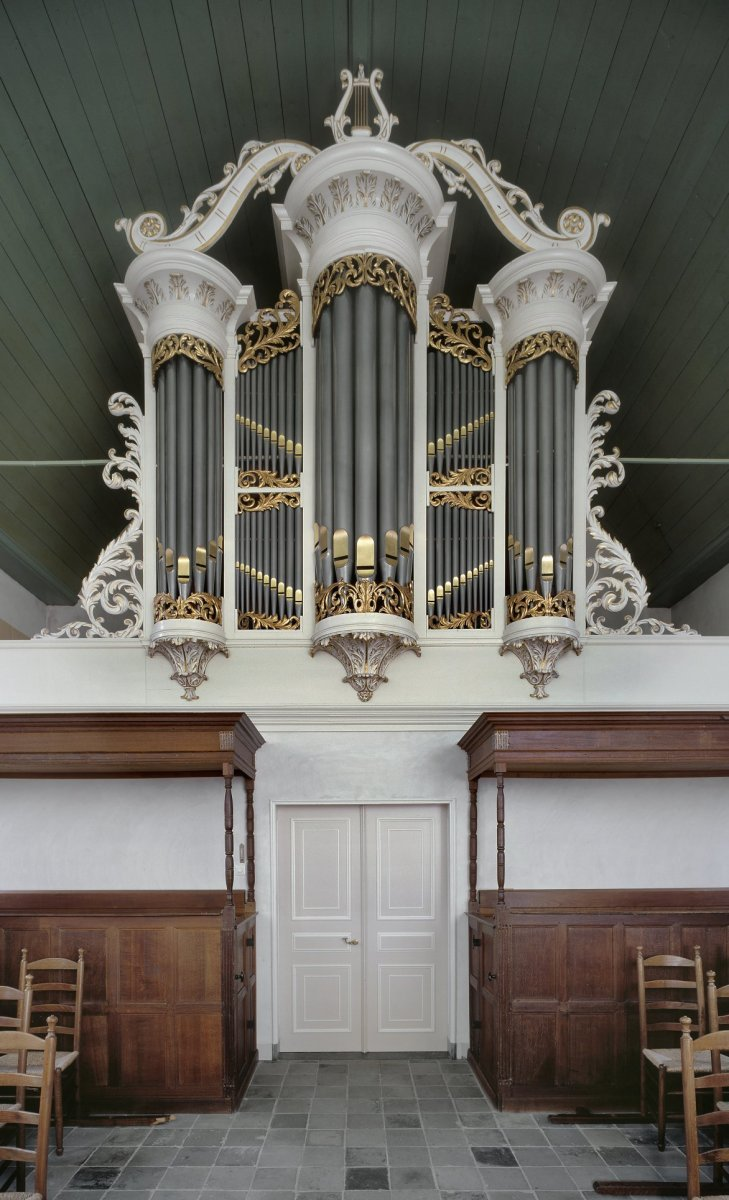
Orgel in de Hervormde kerk (Uitwijk) met binnenwerk van Armbrost uit 1841 en een kas van C.F.A. Naber uit 1852

Jacobus Armbrost (1771 - Haaksbergen, 1854) was een Nederlandse organist en orgelbouwer, wiens voorouders van oorsprong uit Duitsland kwamen (waarschijnlijk Westfalen). Zij waren reeds eind zeventiende eeuw organist en orgelbouwer in Haaksbergen.
Jacobus werd in 1771 geboren en trouwde op 7 mei 1810 met Pieternella Berendina Voogd (ook wel Peternella Berendina Vaags genoemd). Hij was als orgelmaker actief vanaf 1803. Hij verrichtte toen een grote reparatie aan het orgel van Eibergen en Borculo (1827, in 1928 na 3 jaar onoordeelkundige opslag na de cycloon van 1925 verdwenen, omdat het niet meer te restaureren werd geacht). Hij bouwde orgels in Vaassen (1821), Lichtenvoorde (1827), Lonneker (1830), Groenlo (1838, na bombardement in 1945 zwaar beschadigd en verdwenen), Eibergen (1832), Goor (1844) en Geesteren (1849, veel pijpwerk en delen binnenwerk in 1971 in Uitwijk geplaatst). Ook onderhield hij een aantal orgels, waaronder die van Westervoort (1803), Eibergen (1803), Aalten (1811) en Lutten (1851).